# Commodore Datasette

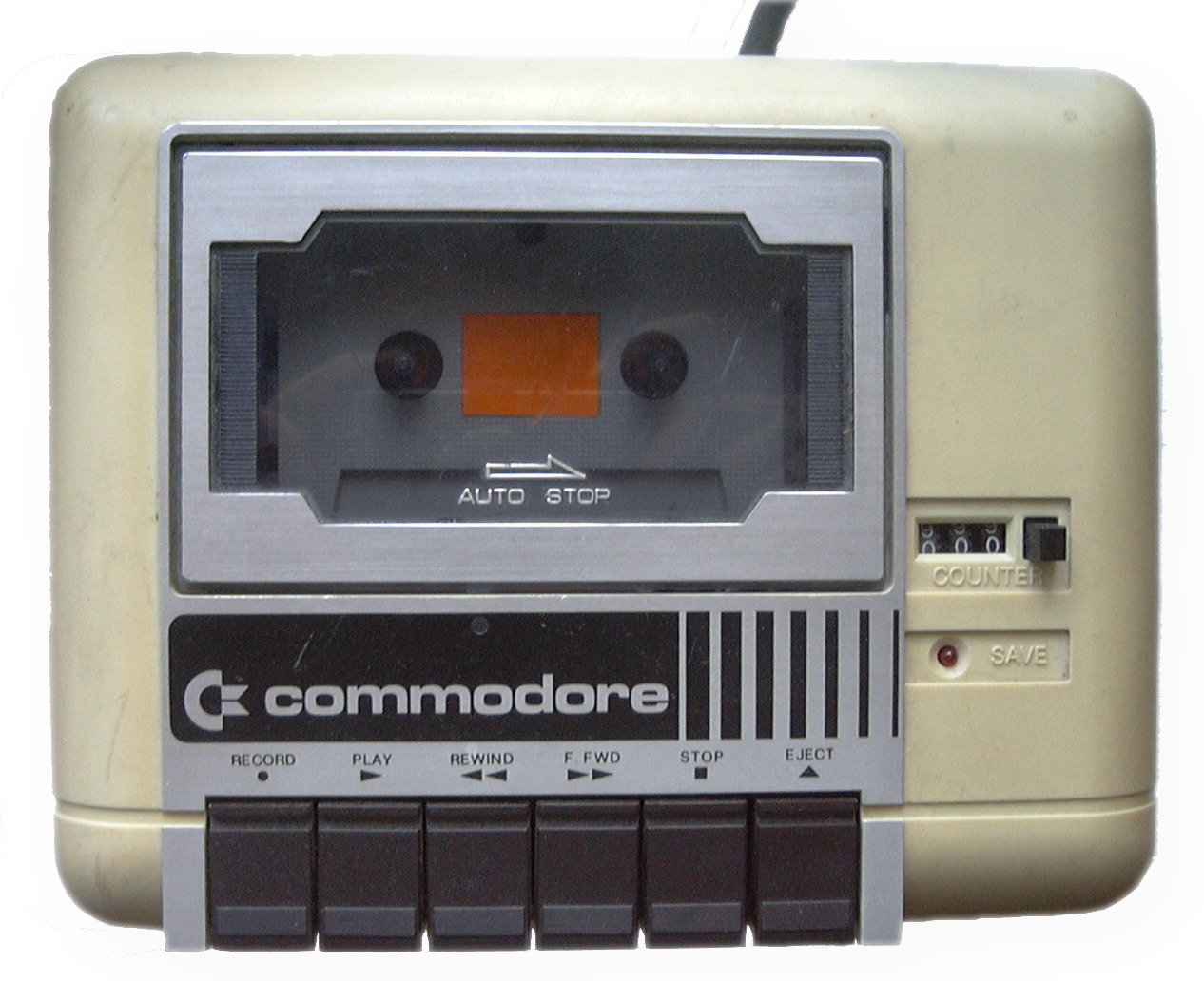
Datasette 1530, new shape

Commodore 1530 (C2N) Datasette (от слов data и cassette) — накопитель данных на магнитной ленте, разработанный компанией Commodore. В качестве носителя применялись обычные магнитофонные компакт-кассеты. Накопитель предоставлял домашним и персональным 8-разрядным компьютерам компании, в частности PET, VIC-20 и C64, возможность долговременного хранения данных на недорогом и доступном носителе. Аналогичный накопитель, Commodore 1531, был выпущен для использования с компьютерами Commodore 16 и Plus/4.

## Описание и история

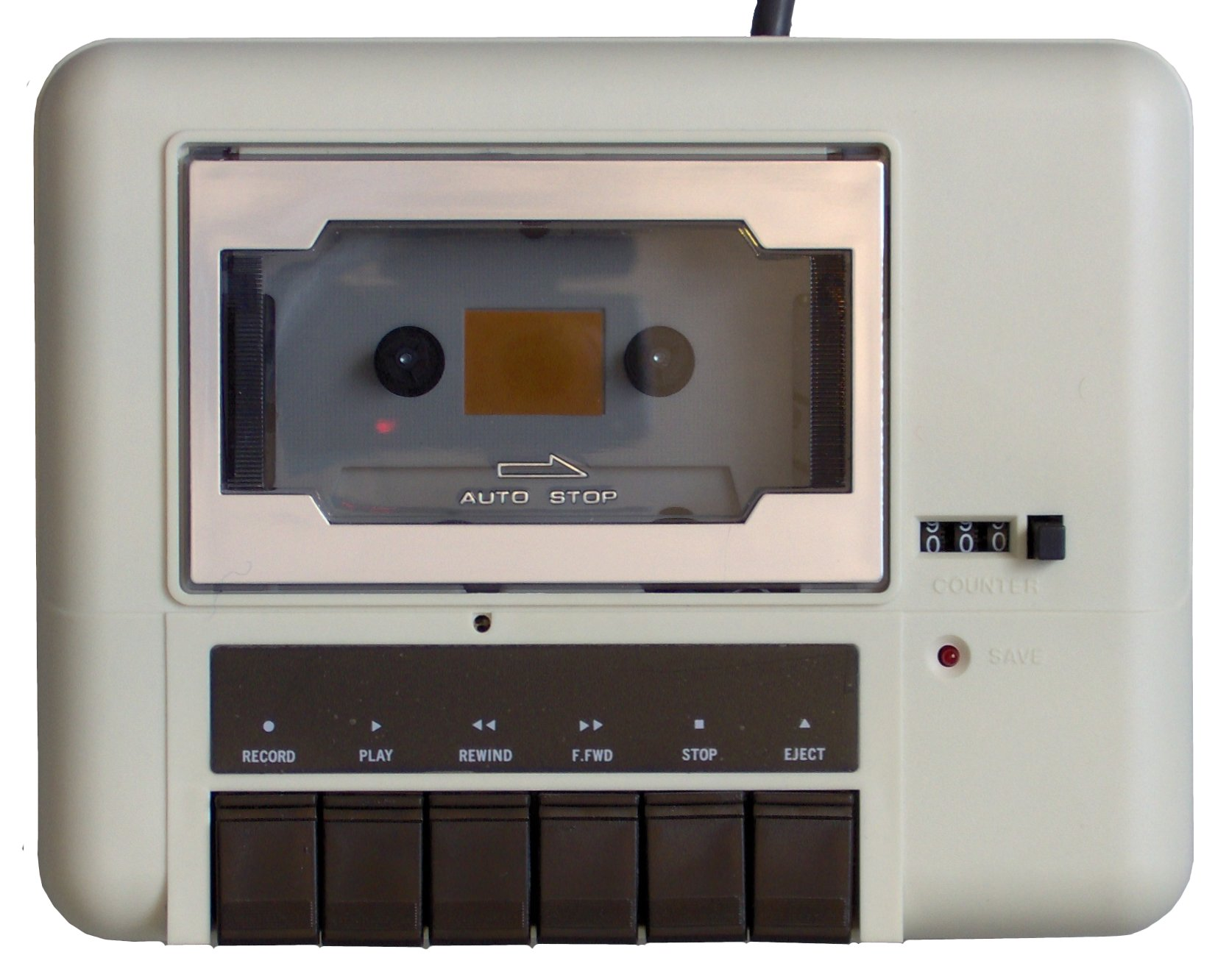
Один из клонов

Накопитель содержал электронику, преобразующую данные в цифровом виде в аналоговый звуковой сигнал и наоборот, аналогично тому, как это делают модемы для передачи данных по телефонной линии. К компьютеру накопитель подключался специальным краевым соединителем (Commodore 1530) или разъёмом стандарта mini-DIN (Commodore 1531). Так как преобразование из цифровой в аналоговую форму и обратно происходило внутри накопителя, аналоговый сигнал на этих разъёмах отсутствовал, что не позволяло использовать другие кассетные магнитофоны. Впоследствии сторонние производители стали выпускать специальные конвертеры для работы с обычными магнитофонами.
Низкая стоимость и доступность аудиокассет сделали Datasette популярным бюджетным решением для рынка домашних компьютеров. В Европе, и в особенности в Англии, накопитель сохранял популярность в течение нескольких лет после появления, несмотря на доступность накопителей на гибких дисках. Однако, в США дисководы быстро стали стандартом несмотря на то, что стоимость дисковода Commodore 1541 превышала стоимость Datasette примерно в пять раз.
Скорость чтения и записи данных накопителя была очень низкой, около 50 байт в секунду, но надёжность хранения данных была одной из самых высоких среди других решений на рынке 8-разрядных микрокомпьютеров. Тем не менее, скорость и надёжность дисковода Commodore 1541 (отличавшегося очень низкой скоростью передачи данных) были намного выше. Через несколько лет после появления Datasette было выпущено специальное программное обеспечение, позволявшее читать и записывать данные с существенно повышенной скоростью. Оно встраивалось в различные коммерческие программы (в основном в игры) для ускорения их загрузки, а также распространялось отдельно для работы с пользовательскими данными и программами. Эти программы получили широкое распространение только в Европе, так как в США к тому моменту ПО распространялось на дискетах.
Накопитель позволял сохранять на одной 60-минутной кассете около 200 КБ данных (более 100 КБ на одной 30-минутной стороне)
.

## Основные модели

### Модели для PET, VIC-20, C64/128

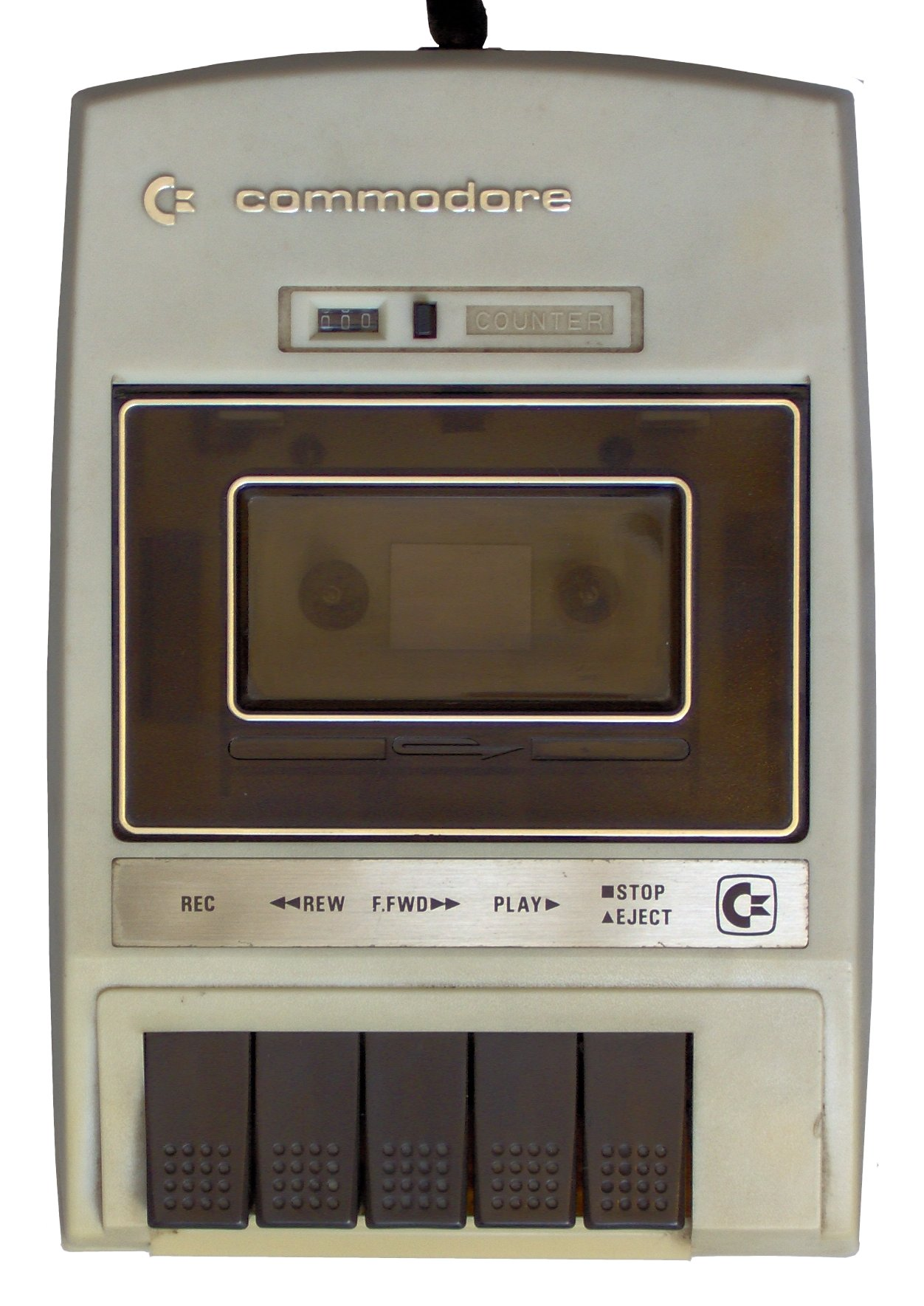
Оригинальный вариант корпуса

Существовало минимум четыре основные модели накопителя 1530/C2N, перечисленные ниже в хронологическом порядке. Первые две модели были выпущены для компьютеров PET и были стилизованы под встроенный накопитель компьютера PET 2001. Следующие две были выпущены и стилизованы для компьютеров VIC-20 и C64. Все модели 1530 были совместимы со всеми перечисленными компьютерами, а также с C128.
- Встроенный накопитель в оригинальной модели PET 2001: чёрная крышка кассеты, пять белых клавиш; счётчик расхода ленты и светодиодный индикатор режима записи отсутствуют
- Чёрный корпус оригинальной формы, чёрная крышка кассеты, пять чёрных клавиш; счётчик расхода ленты и индикатор режима записи отсутствуют
- Белый корпус оригинальной формы, чёрная крышка кассеты, пять чёрных клавиш; есть счётчик расхода ленты, нет индикатора режима записи
- Белый корпус новой формы, серебристая крышка кассеты, шесть чёрных клавиш; есть счётчик расхода ленты и индикатор режима записи

Помимо этого, некоторые модели имели небольшое отверстие над клавишами, позволяющее выполнять регулировку головки без разборки накопителя.

### Использование с компьютерами C16/116 и Plus/4

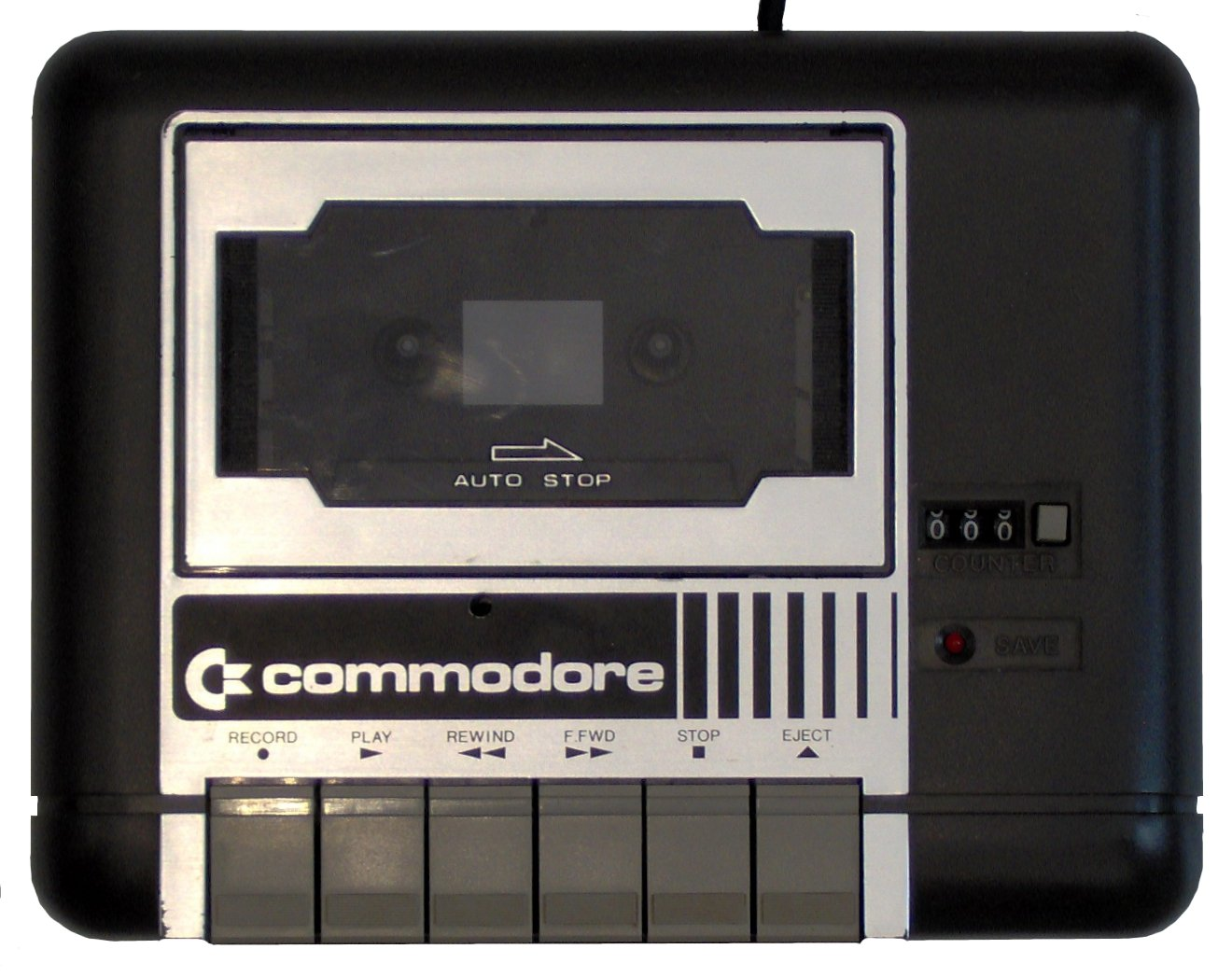
Datasette 1531

Для компьютеров Commodore 16 и Plus/4 был выпущен аналогичный накопитель, Commodore 1531. Он отличался другим разъёмом для подключения к компьютеру, несовместимым с 1530/C2N. С помощью переходника он также мог использоваться с компьютерами Commodore 64/128.
- Чёрный или коричневый корпус новой формы, серебристая крышка кассеты, шесть светло-серых клавиш; есть счётчик расхода ленты и индикатор режима записи